# Ray Smedley

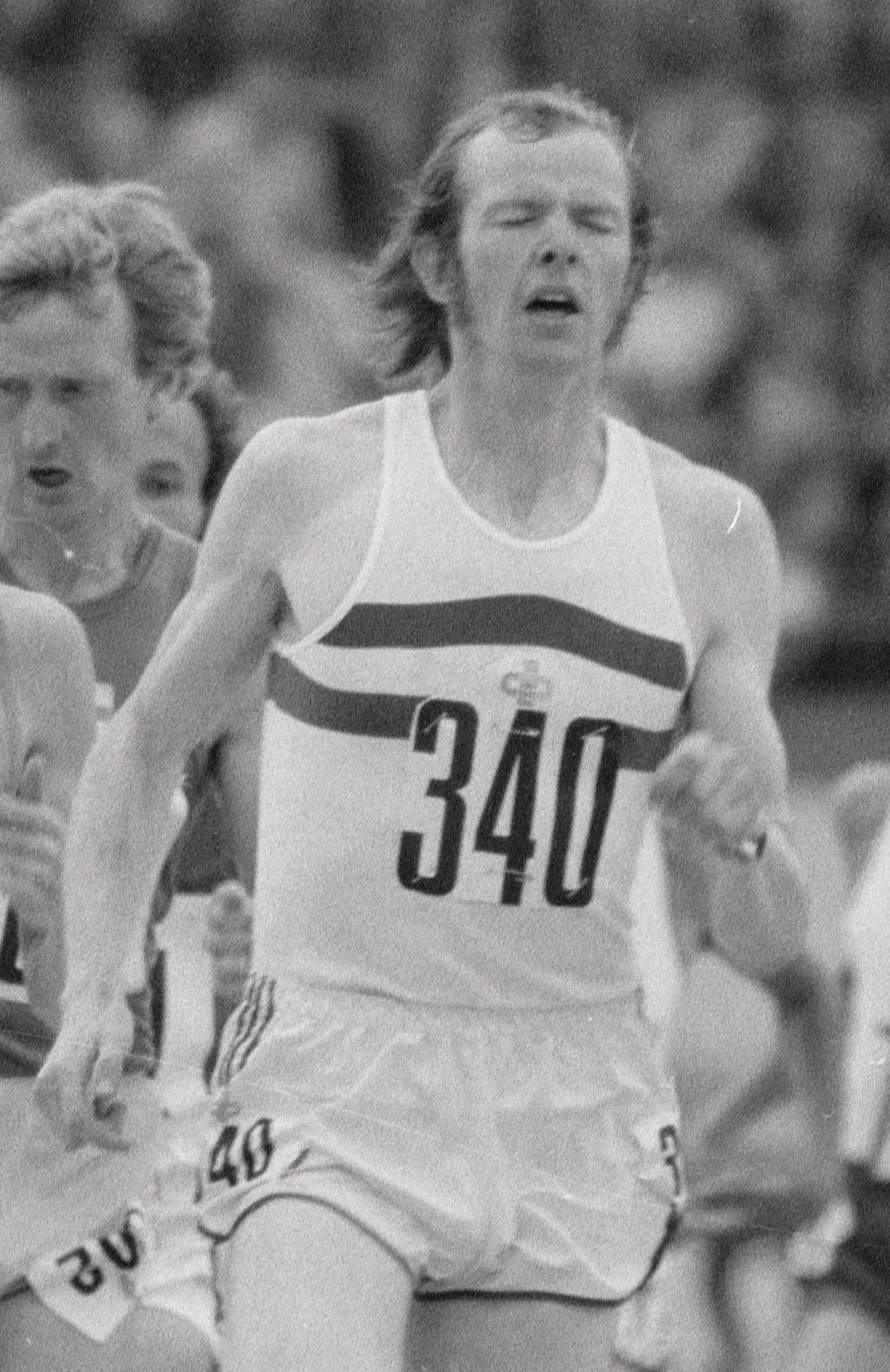
Smedley bei den Europameisterschaften 1974 in Rom

Raymond John „Ray“ Smedley (* 3. September 1951 in Sutton Coldfield) ist ein ehemaliger britischer Mittel- und Langstreckenläufer.
Bei den Olympischen Spielen 1972 in München erreichte er über 1500 Meter das Halbfinale.
1974 wurde er bei den Halleneuropameisterschaften in Göteborg Fünfter über 3000 Meter. Bei den Crosslauf-Weltmeisterschaften in Monza wurde er Siebter und gewann mit der englischen Mannschaft Silber. Im Sommer schied er bei den Europameisterschaften in Rom über 1500 Meter im Vorlauf aus.
1975 wurde er bei den Crosslauf-Weltmeisterschaften in Rabat erneut Siebter und holte mit dem englischen Team eine weitere Silbermedaille.
Bei den Halleneuropameisterschaften gewann er über 3000 Meter 1976 in München Bronze und wurde 1977 in San Sebastián Sechster.
1981 gewann er den Cleveland County Marathon in 2:23:07 h. Im Jahr darauf verbesserte er sich als Siebter bei den Englischen Meisterschaften im Marathon auf 2:16:05 h und wurde Vierter beim Great North Run. Bei den Commonwealth Games 1982 in Brisbane wurde er für England startend Elfter in 2:15:50 h.
1983 kam er beim London-Marathon auf den 24. Platz und wurde Zweiter beim Great North Run.
1974, 1976 und 1977 wurde er Englischer Hallenmeister über 3000 Meter.

## Persönliche Bestzeiten
- 1500 m: 3:38,52 min, 15. Juli 1972, London
  - Halle: 3:42,8 min, 17. Februar 1973, Cosford
- 1 Meile: 3:57,7 min, 27. April 1974, Philadelphia
- 3000 m: 7:49,72 min, 9. Juli 1978, Gateshead
  - Halle: 7:54,43 min, 10. März 1974, Göteborg
- 5000 m: 13:35,0 min, 23. Mai 1976, Kiew
- 10.000 m: 28:24,15 min, 29. August 1975, London
- Halbmarathon: 1:04:29 h, 27. Juni 1982, South Shields
- Marathon: 2:14:45 h, 17. April 1983, London